# Governo Sobotka
Il Governo Sobotka è stato un esecutivo della Repubblica Ceca in carica dal 29 gennaio 2014, giorno in cui ha prestato giuramento, fino al 13 dicembre 2017, giorno dell'entrata in carica del Governo Babiš I. Esso era guidato da Bohuslav Sobotka, nominato Primo ministro della Repubblica Ceca dal presidente Miloš Zeman il 17 gennaio 2014, a seguito dell'accordo tra i partiti che lo sostengono raggiunto il 6 gennaio 2014.
Era composto dal primo ministro e da 16 ministri dei tre partiti che lo sostenevano: il Partito Socialdemocratico Ceco (7 ministri più il primo ministro), ANO 2011 (6 ministri) e l'Unione Cristiana e Democratica - Partito Popolare Cecoslovacco (3 ministri).

## Composizione
| Carica                                                      | Titolare                                                  | Titolare                                       | Partito  |
| ----------------------------------------------------------- | --------------------------------------------------------- | ---------------------------------------------- | -------- |
| Primo ministro                                              |                                                           | Bohuslav Sobotka                               | ČSSD     |
| Primo vice Primo ministro                                   |                                                           | Andrej Babiš (fino al 24 maggio 2017)          | ANO 2011 |
| Primo vice Primo ministro                                   | Richard Brabec (dal 24 maggio 2017)                       |                                                | ANO 2011 |
| Vice Primo ministro; ministro della scienza e della ricerca |                                                           | Pavel Bělobrádek                               | KDU-ČSL  |
| Ministro delle finanze                                      |                                                           | Andrej Babiš (fino al 24 maggio 2017)          | ANO 2011 |
| Ministro delle finanze                                      | Ivan Pilný (dal 24 maggio 2017)                           |                                                | ANO 2011 |
| Ministro degli affari esteri                                |                                                           | Lubomír Zaorálek                               | ČSSD     |
| Ministro dell'interno                                       |                                                           | Milan Chovanec                                 | ČSSD     |
| Ministro del lavoro e delle politiche sociali               |                                                           | Michaela Marksová-Tominová                     | ČSSD     |
| Ministro dell'industria e del commercio                     |                                                           | Jan Mládek (fino al 28 febbraio 2017)          | ČSSD     |
| Ministro dell'industria e del commercio                     | Jiří Havlíček (dal 4 aprile 2017)                         |                                                | ČSSD     |
| Ministro della salute                                       |                                                           | Svatopluk Němeček (fino al 30 novembre 2016)   | ČSSD     |
| Ministro della salute                                       | Miloslav Ludvík (dal 1º dicembre 2016)                    |                                                | ČSSD     |
| Ministro della giustizia                                    |                                                           | Helena Válková (fino 1º marzo 2015)            | ANO 2011 |
| Ministro della giustizia                                    | Robert Pelikán (dal 12 marzo 2015)                        |                                                | ANO 2011 |
| Ministro dell'educazione, della gioventù e dello sport      |                                                           | Marcel Chládek (fino al 5 giugno 2015)         | ČSSD     |
| Ministro dell'educazione, della gioventù e dello sport      | Kateřina Valachová (dal 17 giugno 2015 al 21 giugno 2017) |                                                | ČSSD     |
| Ministro dell'educazione, della gioventù e dello sport      | Stanislav Štech (dal 21 giugno 2017)                      |                                                | ČSSD     |
| Ministro della difesa                                       |                                                           | Martin Stropnický                              | ANO 2011 |
| Ministro dei trasporti                                      |                                                           | Antonín Prachař (fino al 13 novembre 2014)     | ANO 2011 |
| Ministro dei trasporti                                      | Dan Ťok (dal 4 dicembre 2014)                             |                                                | ANO 2011 |
| Ministro dello sviluppo regionale                           |                                                           | Věra Jourová (fino al 3 ottobre 2014)          | ANO 2011 |
| Ministro dello sviluppo regionale                           | Karla Šlechtová (dall'8 ottobre 2014)                     |                                                | ANO 2011 |
| Ministro dell'ambiente                                      |                                                           | Richard Brabec                                 | ANO 2011 |
| Ministro dell'agricoltura                                   |                                                           | Marian Jurečka                                 | KDU-ČSL  |
| Ministro della cultura                                      |                                                           | Daniel Herman                                  | KDU-ČSL  |
| Ministro dei diritti umani e delle pari opportunità         |                                                           | Jiří Dienstbier Jr. (fino al 30 novembre 2016) | ČSSD     |
| Ministro dei diritti umani e delle pari opportunità         | Jan Chvojka (dal 1º dicembre 2016)                        |                                                | ČSSD     |